# Bujandalajn Czimgee
Bujandalajn Czimgee (mong. Буяндалайн Чимгээ; ur. 10 listopada 1997) – mongolska zapaśniczka walcząca w stylu wolnym. Trzecia w Pucharze Świata w 2017 i czwarta w 2019. Trzecia na mistrzostwach Azji juniorów w 2017 i kadetów w 2013 roku.